# تایکو سوسه‌ایکی
تایکو سوسه‌ایکی (به ژاپنی: 太閤素生記) یک زندگینامه است که مجموعه روایات مربوط به زندگی تویوتومی هیده‌یوشی را جمع‌آوری کرده است. این کتاب تاریخی در دوره ادو و بین سال‌های ۱۶۲۵ تا ۱۶۷۶ توسط یک هاتاموتو در شوگون‌سالاری توکوگاوا، بنام تسوچییا توموسادا نوشته شده و دارای ۷ طومار است. این کتاب به‌ویژه به حوادث نیمه اول زندگی هیده‌یوشی که در کتاب‌های تاریخی دیگر از آن یاد نشده است، پرداخته است.